# Caltha
Genre
Classification phylogénétique
Caltha est un genre de plantes herbacées de la famille des Renonculacées.

## Historique et dénomination
Ce genre a été décrit par le naturaliste suédois Carl von Linné en 1753.

### Synonymie
- Populago (Mill.)[2]

## Liste d'espèces
Selon ITIS (12 août 2016) :
- Caltha leptosepala DC.
- Caltha natans Pall.
- Caltha novae-zelandiae Hook. f.
- Caltha obtusa Cheeseman
- Caltha palustris L. - Populage des marais. Espèce type pour le genre.

## Galerie

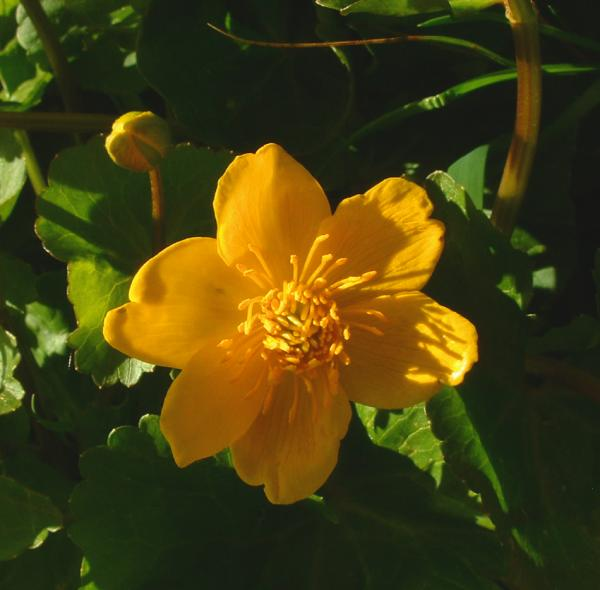
Fleur de populage des marais.
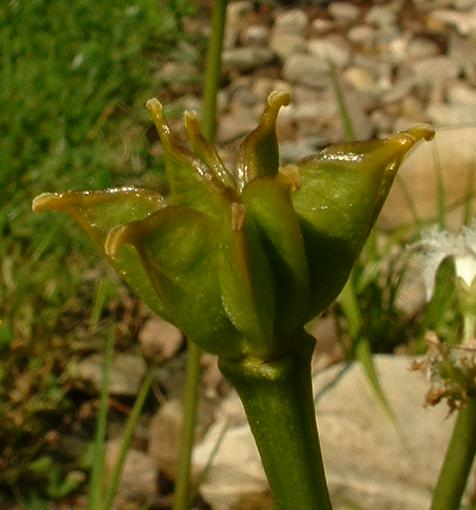
Fruit de populage des marais.
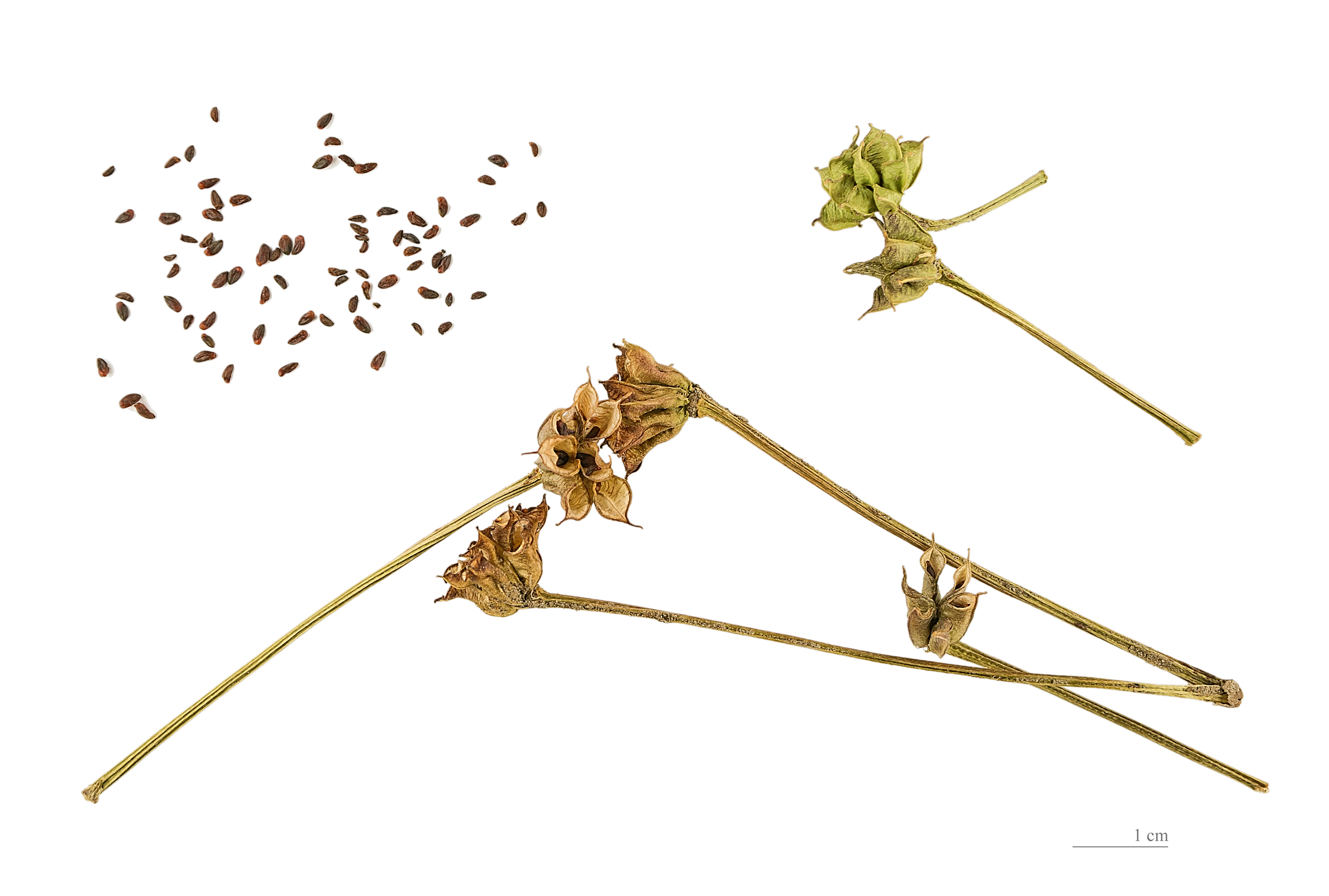
Fruits matures et graines de populage des marais.